# 崇明区
崇明区，是中华人民共和国上海市的一个市辖区，全区地势平坦，位于上海市最北部长江口，由崇明岛的绝大部分及其附近的长兴岛、横沙岛等离岛组成，其中崇明岛是世界上第二大的河口冲积岛。全区总面积1185.49平方公里。區人民政府駐 城桥镇人民路68号。

## 名称由来
崇明区因崇明镇而得名。神龙元年（705年），唐在西沙设镇，取高出水面而又平坦宽阔的明净平地之意，名为“崇明”，崇明之名始于此。

## 历史沿革

### 唐至宋
唐武德年间（618年－626年），今吕四一带的东布洲南面水中涨出两个沙洲，名东沙、西沙。神龙元年（705年），唐在西沙设崇明镇。北宋太平兴国五年（980年），设官煮盐，并发配死囚前来煮盐，崇明盐业始兴。天圣三年（1025年），东沙西北处又涨出一沙，因姚、刘两姓先来此沙居住，而名姚刘沙，并与东沙接壤。此后东、西沙之民陆续徒居于此，渐成村落。。建中靖国元年（1101年），姚刘沙西北隔水50里处涨出一沙，因此沙由三次叠涨而成，故名三沙（一说因句容朱、陈、张三姓先来此沙居住而得名）。南宋嘉定十五年（1222年），在三沙原韩侂胄庄园置天赐盐场，隶淮东制置司。

### 元代
元至元十四年（1277年），广西横州知州薛文虎奉调来天赐盐场。薛以天赐盐场为边陲要地，地当东南要害，倭寇首冲，且户增人繁，奏请朝廷升场为州，朝廷准请，升天赐盐场为崇明州，隶扬州路，并任命薛文虎为首任崇明知州。随后，知州薛文虎在姚刘沙上堆土建州城，置州署。至正十三年（1352年），州城南面为潮汐冲啮而坍塌于水，达鲁花赤八里颜、知州程世昌、同知王也先不花在原州城以北15里以土筑城，城墙方圆九里三十步，城壕宽十步。

### 明代
明洪武元年（1368年），太祖朱元璋因元崇明知州何允孚率众归附，御书“东海瀛州”赠之。洪武二年（1369年），因地坍户减，降崇明州为崇明县，仍隶扬州路。并置县署，以胡兴福为首任知县。洪武八年（1375年），改隶苏州府。永乐十八年（1420年），县城南为海潮所迫，坍于水，知县高居正、王瑛及指挥江麟在原县城以北10里的姚刘沙秦家符新建县城，城墙方圆仍九里许。宣德年间（1426至1435年），明廷批准巡抚周忱奏请，规定崇明以四山封疆，即狼山以南，宝山以北，西起福山，东迄佘山，其水面皆为崇明境域，境内新涨沙洲一律归属崇明。弘治十年（1497年），崇明县兼隶太仓州。嘉靖八年（1529年），县城坍于海，知县杜畿在姚刘沙西南隔水50里的三沙马家浜筑土城。
嘉靖二十九年至三十二年（1550—1553年），县城东北角遭海啮，知县尹辙议定于平洋沙筑新城。嘉靖三十三年（1554年）5月7日，正值建城之际，倭寇来犯，攻东北棚，城墙被毁，倭寇攻入城内，知县唐一岑率军民与入城倭寇展开巷战，将倭寇驱逐出城，知县唐一岑终因伤重殉国。5月9日，倭寇复攻入城内，占领县署，并烧尽县署附近民宅。嗣后，城中军民奋起抗击，迫使倭寇败逃出城，收复县城。嘉靖三十四年（1555年），巡按周如斗奏请明廷拨帑银4万两，由知县纪元凯筑砖城，以加强城防，抵御倭寇，明廷允准，经10个月竣工，崇明县始有砖城。城墙周围七里三分，高一丈八。城壕宽十余丈，深一丈，高两丈，周长一千三百六十六丈。城东门题“东海瀛洲”，西门题“姑苏巨镇”，南门题“青龙要津”，北门题“江海朝宗”。
万历十一年（1583年），县城西北角坍塌，知县何懋官决定在长沙筑新城。新县城于万历十四年（1586年）动工，继任知县李大经将原定方圆七里之城缩小至四里七分，万历十六年（1588年）竣工。新县城设城门5座，东门名乐平，西门名庆成，南门名迎熏，北门名拱辰，东南门名朝阳。城四周有护城河。

### 清代
清康熙十四年（1675年），修缮五座城门并易名，东门名春晖，西门名镇海，南门名崇安，北门名武定，东南门名百胜。雍正二年（1724年）9月，崇明县专隶江苏省江苏布政使司太仓直隶州。雍正十三年（1735年），崇明岛西北一水之隔的山前、永兴、扁担、大年、小年、万盛、龙珠、三角、丁家、藤盘、杨桩、汤家等12沙，共计138平方公里划归通州直隶州。乾隆三十三年（1768年），崇明岛西北的半洋、富民、太平、乌桂、复兴、大洪、戏台、永年、大安、小安、日盛等11沙，共计318平方公里划属海门直隶厅。光绪三十四年（1908年）9月，江苏省以官款组织淞崇无线电局，供官商通报，中国第一份商用无线电报由淞崇无线电局发出。宣统三年（1911年）11月6日，崇明军政府成立，知县王绍曾任民政长，崇明脫離清朝統治。

### 中华民国时期
民国二年（1913年）3月，崇明军政府改为崇明县公署，民政长改称县知事，王绍曾任首任县知事。民国三年（1914年）6月，崇明县隶沪海道。民国十年（1921年）10月，经江苏省派员勘定，永泰沙24万步土地划归崇明县。民国十六年（1927年）3月18日，北伐军到达崇明。同年4月，崇明县公署改为崇明县政府，设县长，田良骥任首任县长。直隶江苏省。民国十七年（1928年）3月1日，江苏省将崇明外沙的永太、永昌、西庆升、永旺、永丰、北连陞、南连陞、永隆、永阜、杨家、惠安、永兴、日盈、连珠等14沙划出，设启东县。民国二十二年（1933年）1月中旬，大洋、小洋两岛划归浙江省，黄龙岛自浙江省划归崇明县。同年，崇明县隶江苏省第七行政督察区。民国二十三年（1934年），崇明县隶江苏省第四行政督察区，为三等县。
民国二十七年（1938年）3月18日，日军占领崇明。同年4月1日，成立崇明县自治委员会，黄稚卿任会长。同年5月，在海门县倪家镇设立崇明县政府。同年12月，抗日民主政权崇明县行政公署成立，陈稚秋为主任。民国二十八年（1939年）6月7日，“中華民國維新政府”将江苏省崇明县改隶上海特别市，改崇明县为崇明区，崇明县自治会改称崇明区公署，黄稚卿任首任署长。汪伪南京国民政府于民国三十一年至三十二年（1942年至1943年）清乡期间将崇明区公署改称崇明特别区公署；又于民国三十三年（1944年）8月，将崇明特别区公署改称崇明县政府，同时上海特别市政府设第二区行政督察专员公署，崇明县隶之。
民国三十四年（1945年）8月下旬至9月15日，中共地下党曾建立地方民主政权——崇明办事处，倪瀛任主任。同年9月，国民党县政府还治，崇明县隶江苏省第四区。民国三十五年（1946年）12月9日，崇明县改隶江苏省第三行政督察区。民国三十五年（1946年）12月14日，江苏省将嵊泗列岛划出，建江苏省特别渔区。民国三十八年（1949年）4月，中共华中九地委在南通宣布成立崇明县政府，姚志仁为县长。同年6月2日，中国人民解放军接管县城，崇明县政府隶苏北行政区南通专员公署。同年6月27日，解放军崇明县军事管制委员会成立，林德明为主任委员。

### 中华人民共和国时期
中华人民共和国早期
1950年7月31日，崇明县政府改为崇明县人民政府，县长仍为姚志仁。1955年12月6日，崇明县人民政府改称崇明县人民委员会。1953年计划经济开始以后，因外省市计划中未包括上海市的副食品计划，致使上海的副食品供应出现短缺。1958年1月17日，国务院批准把江苏省的上海（县）、嘉定、宝山划归上海市管辖，蔬菜和副食品用地相应得到了扩大，但供应仍无法满足全市需求，1958年11月21日，在上海市的要求下，国务院又批准江苏省苏州专区的川沙、青浦、南汇、松江、奉贤、金山六个县和南通专区的崇明县划归上海市管辖。1958年12月1日，崇明再一次被划入上海市。1963年7月，东平农场、新海农场划归上海农垦局领导。
文革时期
文化大革命开始后，1967年1月26日，工人革命造反总司令部崇明联络站、崇明中学革命造反总部、崇明中学红卫兵革命造反委员会和卫校东方红战斗队4个造反派组织夺了崇明县人民委员会的权，成立崇明县革命接管委员会。同年2月22日，建立上海人民公社崇明革命造反联合委员会。同年2月25日，上海人民公社崇明革命造反联合委员会改为上海市崇明县革命委员会。同年3月下旬，上海市崇明县革命委员会改为崇明县革命委员会筹备小组。1968年2月22日，经上海市革命委员会批准，成立崇明县革命委员会。1969年1月，位于崇明的上海市属国营农场划归崇明县领导。1973年6月，国营农场改为市属县管。1975年3月，位于崇明的上海市属国营农场划归上海市农垦局领导。
改革开放初期
1978年，国务院确定崇明县为长江三角洲白山羊生产基地。1981年6月25日，崇明县革命委员会复称崇明县人民政府。1986年9月，农牧渔业部将崇明县列为全国改灶节柴试点县之一。1987年4月22日，上海市市长江泽民陪同中共中央代理总书记、国务院总理赵紫阳来崇明视察。1990年8月上旬，崇明金瓜获准成为北京亚运会标志产品，崇明县人民政府决定向北京亚运会赠送500公斤崇明金瓜。
21世纪以来

2004年7月27日，时任中共中央总书记、国家主席胡锦涛在时任市委书记陈良宇陪同下，对上海市提出的把崇明建成现代化综合性生态岛的规划给予了肯定。
2005年5月18日，国务院批准将宝山区的长兴乡（2009年撤乡建镇）、横沙乡划归崇明县管辖。2007年4月12日，时任上海市委书记习近平在崇明调研，要求把崇明建设成为环境和谐优美、资源集约利用、经济社会协调发展的现代化生态岛区，实现崇明跨越式发展。2009年10月31日18时，上海长江隧桥建成通车，结束了崇明1000多年来没有通往岛外的陆上通道的历史。
2016年6月6日，国务院批复同意撤销崇明县，设立上海市崇明区，以原崇明县的行政区域为崇明区的行政区域。2016年7月22日上午10时15分，上海市人民政府在城桥镇崇明大道8000号崇明城桥新城会议中心举行“崇明撤县设区”工作大会。2017年1月13日，在崇明区第一届人民代表大会第一次会议闭幕后，人民路68号所挂的县委、县人大常委会、县政府、县政协四块牌子进行了统一撤换，标志着崇明区四套班子正式挂牌成立，撤县建区程序完成。
2021年5月21日至7月2日，第十届中国花卉博览会在上海市崇明区东平国家森林公园区域舉辦。

## 行政区划
崇明区下辖16个镇、2个乡，另有农场、林场、农业园区等特殊行政区划。已分配行政区划代码的包括：城桥镇、堡镇、新河镇、庙镇、竖新镇、向化镇、三星镇、港沿镇、中兴镇、陈家镇、绿华镇、港西镇、建设镇、新海镇、东平镇、长兴镇、新村乡、横沙乡、前卫农场、东平林场和上实现代农业园区；上海市测绘院编制的崇明区官方地图上包含更多非正式特殊区划，但没有画出前卫农场。崇明东滩设置有自然保护区；横沙东滩填海区域现为上海现代农业产业园用地（无区划代码）。区人民政府驻城桥镇。
因涨淤已经成为崇明岛一部分的永隆沙和兴隆沙不属于上海市管辖，属江苏省南通市的海门区海永镇和启东市启隆镇管辖，形成独特的“一岛两省三县”的格局。

## 地理

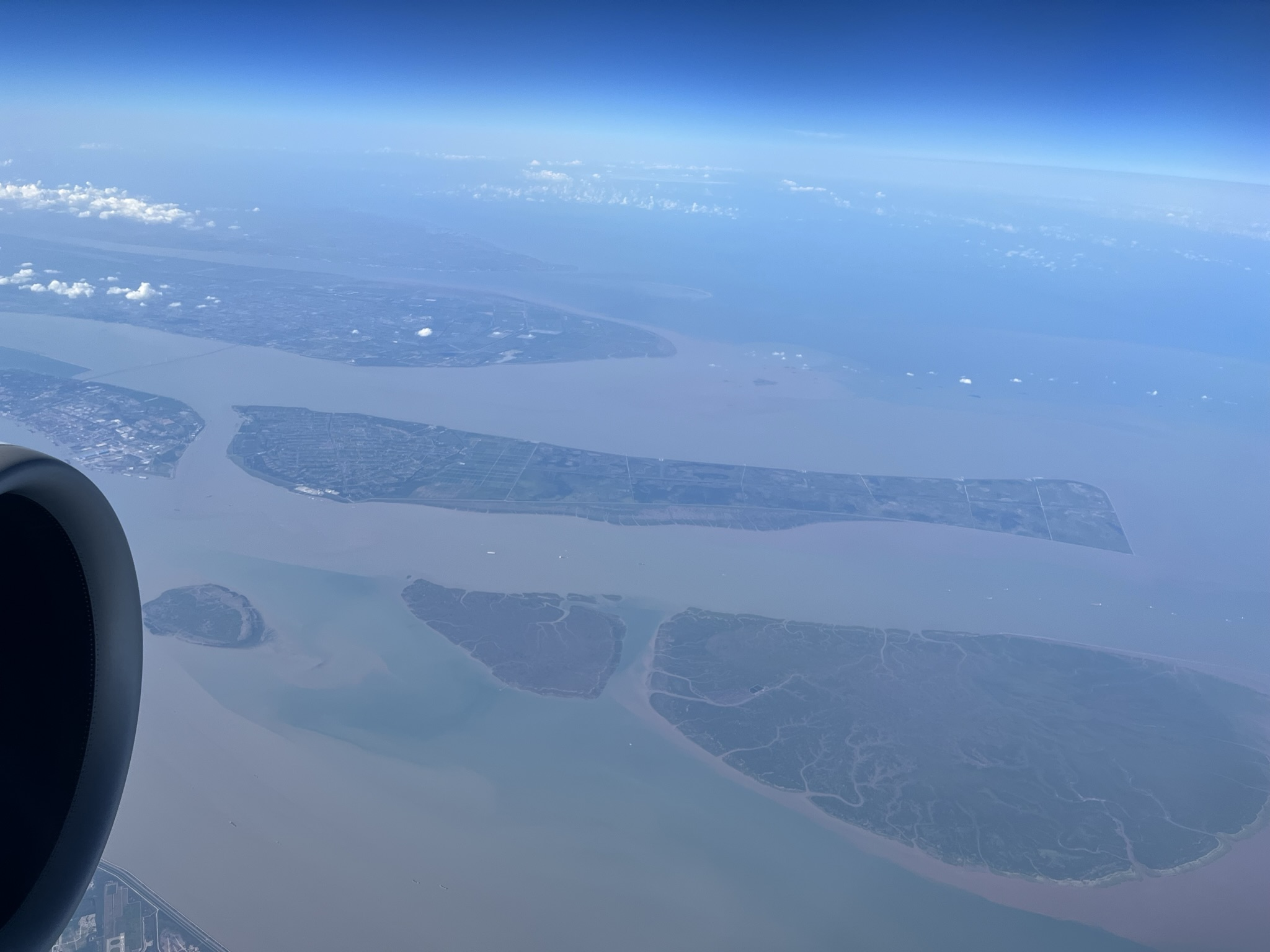
長江口及崇明島東部。

崇明三面环长江，一面临东海，位于西太平洋中国海岸线中点。地理坐标东经121°09′30″至121°54′00″，北纬31°27′00″至31°51′15″。崇明南与浦东新区、宝山区及太仓市隔水相望，北与海门区、启东市一衣带水。崇明岛面积1041.2平方千米，崇明三岛总面积1411平方千米。
崇明岛为中国最大的冲积岛。为长江泥沙冲积而成，近代因为东、西两端淤涨很快，面积日益扩大。
崇明位于长江三角洲，地势平坦，海拔一般在3.2～4.2米之间。岛上最高点为人造的金鳌山，高12米。

### 气候
崇明地处北亚热带，气候温和湿润，四季分明，属季风气候。年平均气温15℃，日照充足，雨水充沛，四季分明。灾害性气候主要有台风、暴雨。
| 崇明(1981−2010)      | 崇明(1981−2010) | 崇明(1981−2010) | 崇明(1981−2010) | 崇明(1981−2010) | 崇明(1981−2010) | 崇明(1981−2010) | 崇明(1981−2010) | 崇明(1981−2010) | 崇明(1981−2010) | 崇明(1981−2010) | 崇明(1981−2010) | 崇明(1981−2010) | 崇明(1981−2010) |
| 月份                 | 1月             | 2月             | 3月             | 4月             | 5月             | 6月             | 7月             | 8月             | 9月             | 10月            | 11月            | 12月            | 全年            |
| -------------------- | --------------- | --------------- | --------------- | --------------- | --------------- | --------------- | --------------- | --------------- | --------------- | --------------- | --------------- | --------------- | --------------- |
| 平均高温 °C（°F）    | 7.6 (45.7)      | 9.1 (48.4)      | 12.9 (55.2)     | 18.6 (65.5)     | 24.1 (75.4)     | 27.2 (81.0)     | 31.2 (88.2)     | 30.9 (87.6)     | 27.2 (81.0)     | 22.5 (72.5)     | 16.8 (62.2)     | 10.5 (50.9)     | 19.9 (67.8)     |
| 日均气温 °C（°F）    | 3.6 (38.5)      | 5.1 (41.2)      | 8.8 (47.8)      | 14.2 (57.6)     | 19.6 (67.3)     | 23.5 (74.3)     | 27.6 (81.7)     | 27.4 (81.3)     | 23.3 (73.9)     | 18.0 (64.4)     | 12.4 (54.3)     | 6.1 (43.0)      | 15.8 (60.4)     |
| 平均低温 °C（°F）    | 0.5 (32.9)      | 1.8 (35.2)      | 5.3 (41.5)      | 10.3 (50.5)     | 15.9 (60.6)     | 20.7 (69.3)     | 24.9 (76.8)     | 24.7 (76.5)     | 20.2 (68.4)     | 14.2 (57.6)     | 8.6 (47.5)      | 2.6 (36.7)      | 12.5 (54.5)     |
| 平均降水量 mm（）    | 57.4 (2.26)     | 55.3 (2.18)     | 85.6 (3.37)     | 80.6 (3.17)     | 87.8 (3.46)     | 171.7 (6.76)    | 165.6 (6.52)    | 168.2 (6.62)    | 110.9 (4.37)    | 56.9 (2.24)     | 53.8 (2.12)     | 35.2 (1.39)     | 1,129 (44.46)   |
| 平均相對濕度（％）   | 77              | 78              | 78              | 78              | 78              | 83              | 84              | 84              | 83              | 80              | 77              | 75              | 80              |
| 来源：中国气象数据网 |                 |                 |                 |                 |                 |                 |                 |                 |                 |                 |                 |                 |                 |

## 物產

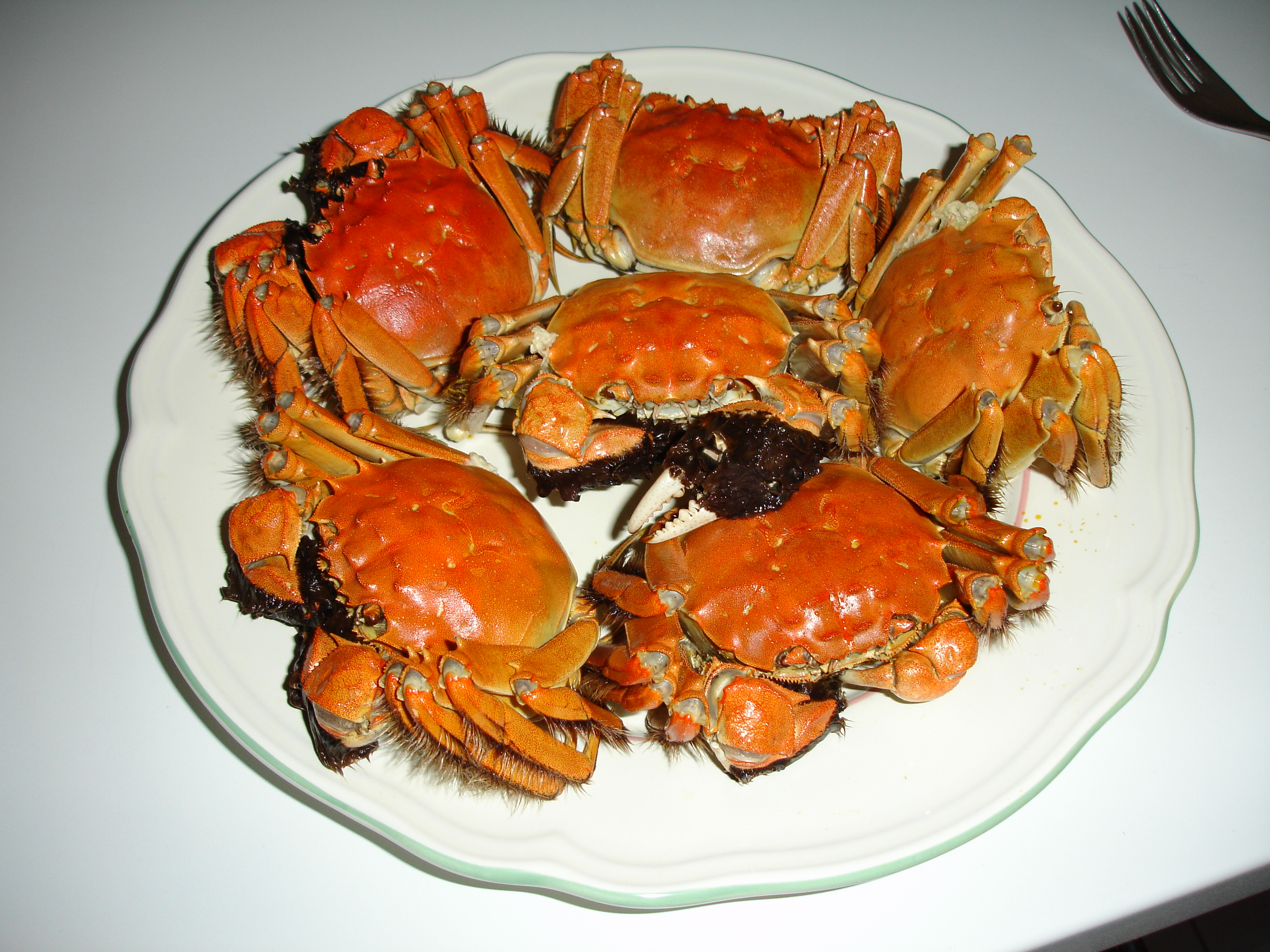
崇明老毛蟹

崇明當地有淡水河蟹老毛蟹，阳澄湖大闸蟹就是崇明的蟹苗 ，故崇明又有“蟹岛”之名。此外，崇明岛當地還有大白菜、金瓜、大红袍赤豆、白扁豆、香芋、蘆粟、白山羊、水仙、老白酒、酱包瓜、面丈鱼、凤尾鱼、刀鱼、鳗鱼、对虾、芦笋、食用菌等(老白酒、白山羊、白扁豆并称为崇明三白)物產；此外崇明還有崇明糕。长兴岛则出產柑橘。其中崇明老毛蟹、崇明老白酒为中国地理标志产品。

## 人口
全区人口69万人（2009年底），外来人口18.3万人。崇明以汉族为主，另有蒙古族、回族、满族、壮族、白族、彝族、朝鲜族、维吾尔族、布依族、哈尼族、土家族、藏族等少数民族。
2010年，崇明区人均寿命超过80.26岁，拥有百岁老人95位，成为全国第15个、也是四个直辖市中第一个“中国长寿之乡”。
户籍人口67.23万人（2015年）。
根據第七次全国人口普查數據，截至2020年11月1日零時，崇明區常住人口637921人。

### 人口迁入
武周万岁通天元年（696年），黄、顾、董、施、陆、宋六姓自江宁府句容县等地迁至东西两沙定居。
北宋天圣三年（1025年），姚、刘两姓前来姚刘沙居住。此后，北宋建中靖国元年（1101年），句容人朱、陈、张三姓又来崇明岛定居，这批人是崇明岛的先民。
明清时期，又有因仕宦、任职、避灾而迁居崇明县。
民国年间，来自宁波、绍兴和安徽的商人纷纷来崇经商并定居。
1960年代至1970年代，上海市区每年有大批人口迁移至位于崇明的上海市属各国营农场。当时，崇明岛北部从东向西依次有：前哨、前进、长征、东风、长江、红星、跃进和新海八大农场。约有22万上海知青在此奉献了自己的青春。现在东平国家森林公园内树有“知青墙”，以纪念这段历史。
21世纪初，因三峡工程建设，5千余名重庆云阳县人移民至崇明。

## 语言
崇明区的语言为吴语沙地话，但一般称作“崇明话”，属于吴语太湖片苏沪嘉小片。

### 崇明人猜天
崇明人猜天是指崇明人能比较精准地预测变化万千的气候，这在很大程度上归功于崇明地区流传的气象谚语。崇明人正是根据这些从天山的日月星辰至地上水中的走禽飞兽，从风霜雨露到电闪雷鸣来预测天气，才赢得了“崇明人猜天”的美誉。崇明人亦把能掌握许多气象谚语，并娴熟地运用天气预测中去的人，尊敬地称之为“天公公”。

## 经济
2015年，崇明区实现地区生产总值291.2亿元（人民币，下同），比2014年增长7.0%。其中，第一产业完成增加值22.9亿元，下降2.3%；第二产业完成增加值130.7亿元，增长1.9%；第三产业完成增加值137.6亿元，增长14.3%。三次产业比例为7.9:44.9:47.2。
2010年，崇明区在全国百强县中列第56位，但经济实力在上海的各区县中处于较低水平，一直作为上海的战略储备用地而没有进行大规模的开发建设。三岛经济以农业和工业为主。2005年，上海市政府明确了崇明三岛的功能定位，崇明岛定位为“国际生态岛”、长兴岛定位为“海洋装备岛”、横沙岛定位为“生态休闲岛”。根据崇明世界级生态岛“十三五”规划，到2020年，崇明要形成现代化生态岛基本框架。生态环境建设取得显著成效，水体、植被、土壤、大气等生态环境要素品质不断提升，森林覆盖率达到30%，自然湿地保有率达到43%；发展绿色交通，建设轨道交通崇明线，深入开展沪崇西复合通道前期研究等。

## 交通
从上海浦东通往崇明岛的长江隧桥工程，采用“南隧北桥”（预留轨道交通线）的方案，南起浦东五号沟、经长兴岛，北止崇明陈家镇，全长25.5公里，其中长江隧道长约8.9公里，长江大桥长约10.3公里。

### 高速公路
G40沪陕高速公路（上海段 浦东-崇明-启东）
- 长兴岛 上海长江隧道-潘园公路立交-长兴岛服务区
- 崇明岛 上海长江大桥-陈海公路立交-崇启大桥

### 干线公路
- 横向： 北沿公路、草港公路、陈海公路、团城公路
- 纵向： 宏海公路、合作公路、三双公路、建设公路、蟠龙公路、北新公路、前竖公路、港沿公路、合五公路、向化公路、汲浜公路、北陈公路
- 228国道过境。

### 公共汽车
崇明区有南门汽车站、堡镇汽车站、陈家镇等多个公交枢纽，并开辟有多条公交线路。

### 轨道交通
规划上海轨道交通崇明线 ，为6A编组的市域快线。自金吉路站至裕安路站，预计建设工期5年，目前先导工程已经启动建设。预留市域铁路沪崇线。

### 水运

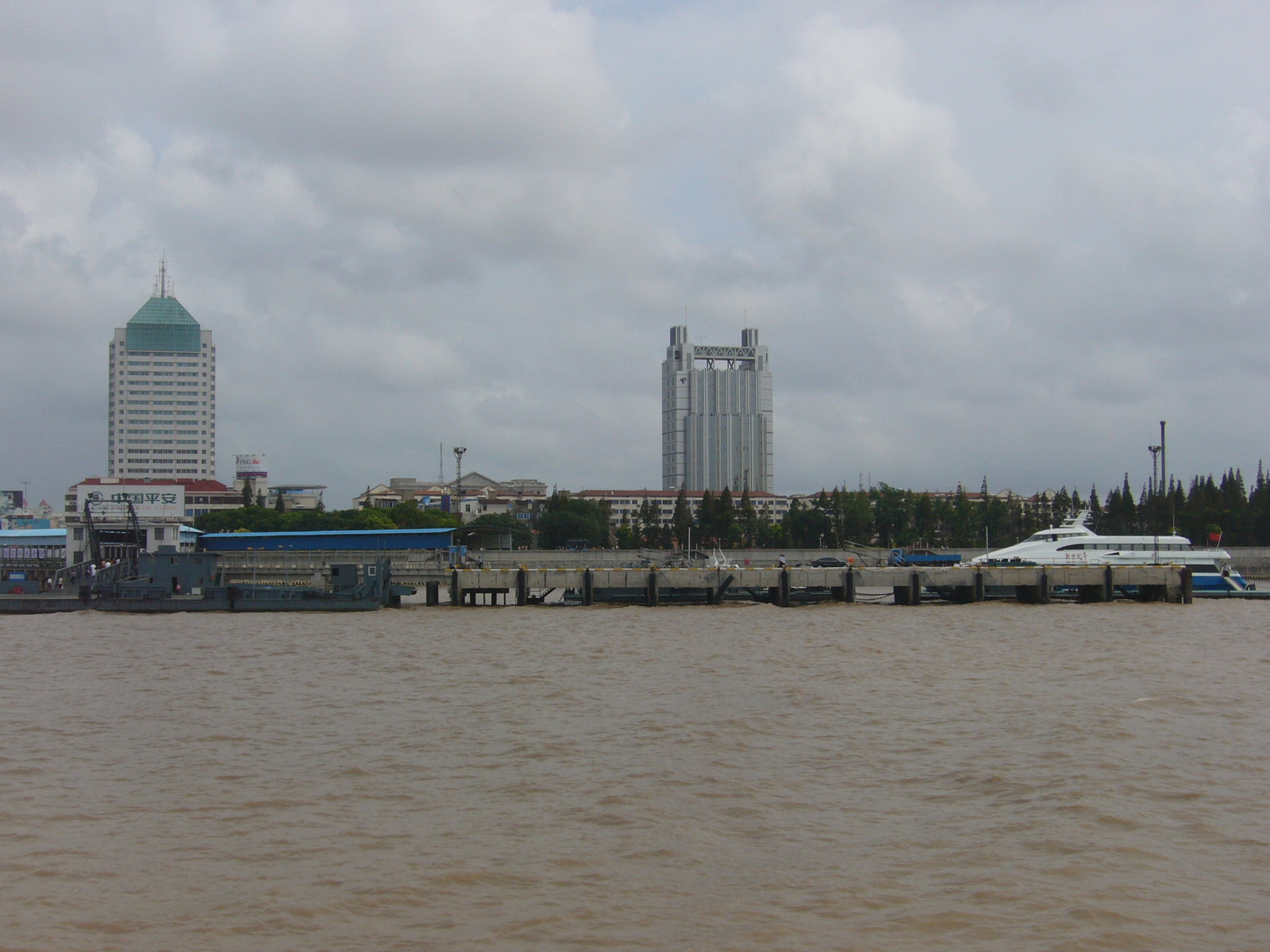
南门港

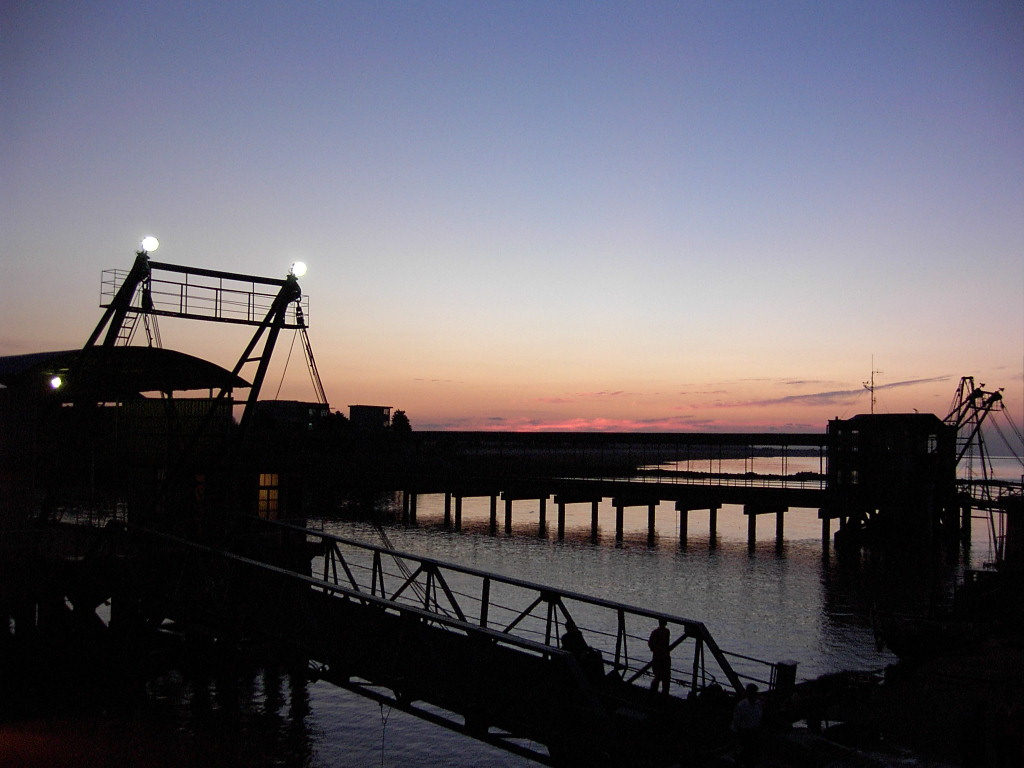
堡镇港

- 南门港： 南门港-石洞口码头、南门港-吴淞码头、南门港-宝杨路码头、南门港-浏河港
- 堡镇港： 堡镇港-吴淞码头、堡镇港-宝杨路码头
- 新河港： 新河港-吴淞码头、新河港-石洞口码头
- 牛棚港： 牛棚港-海门青龙港
- 马家港： 马家港-吴淞码头
- 横沙码头： 横沙码头-吴淞码头

## 旅游

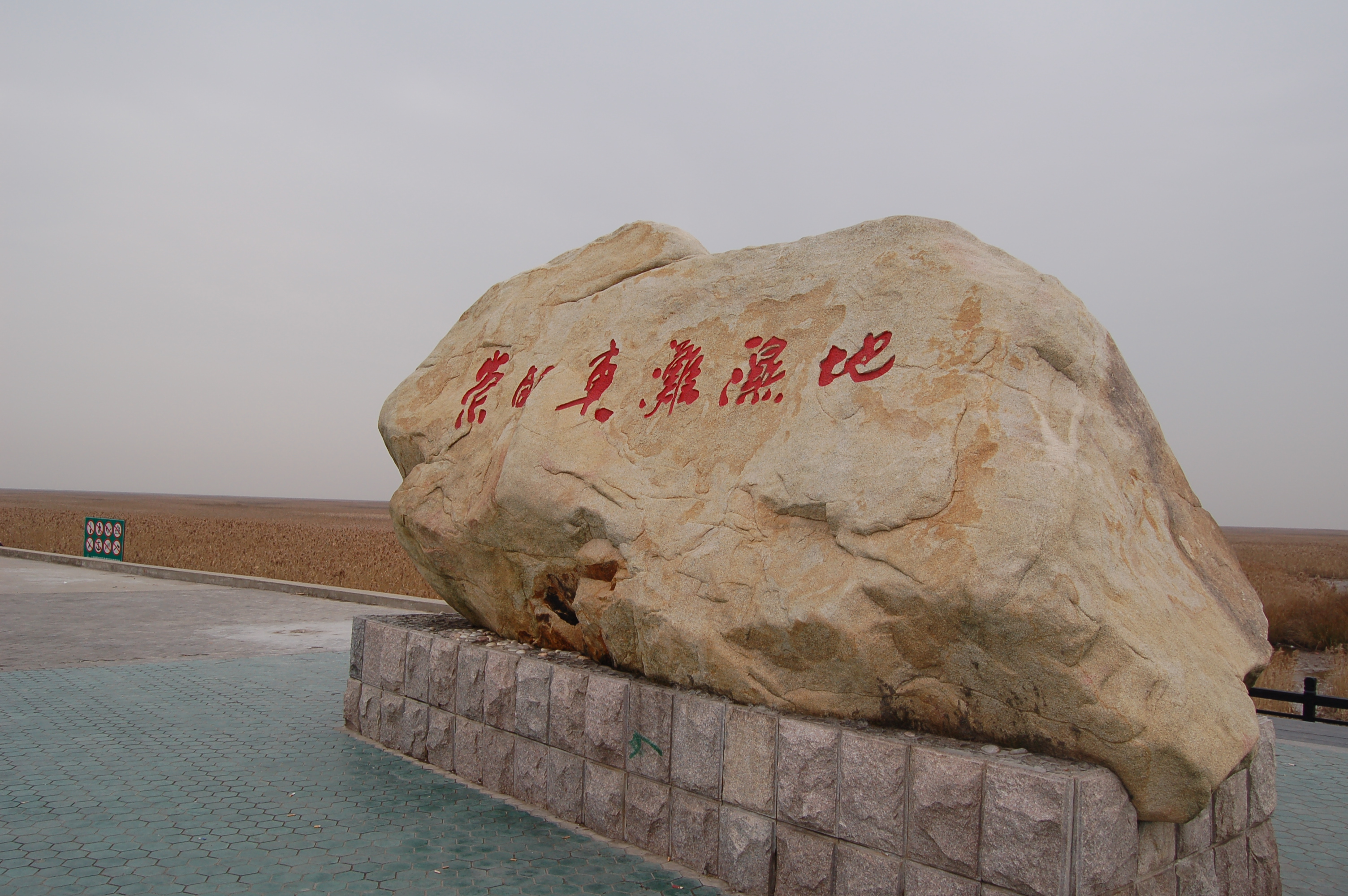
东滩湿地石

崇明风光旖旎、景色秀丽。文天祥题崇明为“海上瀛洲”，朱元璋称崇明为“东海瀛洲”。明清时期有七浦归帆、层城表海、金鳌镜影、玉宇机声、渔艇迎潮、鹾场积雪，吉贝连云、沧江大阅等“瀛洲八景”。
- 东滩湿地自然保护区是湿地国际确认的国际重要湿地（湿地公约）。
- 崇明学宫是现今上海仅存的三座学宫之一，也是保存最为完好的一座。现址又称崇明博物馆。坐落于上海市崇明南门码头。民国以降，崇明学宫曾被小学和其他单位使用。经过近年来的三次整修，逐渐恢复了当年的格局，占地面积扩大至23.21亩，成为上海地区面积最大的孔庙。
- 东平国家森林公园,华东地区最大的平原人造森林，中国国家4A级旅游景区。

## 教育
- 高等学校：上海外国语大学贤达经济人文学院崇明校区坐落于陈家镇东滩大道。
- 高级中学：全区有上海市实验性示范高级中学一所（崇明中学），区重点中学两所（民本中学、扬子中学），普通高级中学四所（城桥中学、堡镇中学、横沙中学、民一中学）。

## 卫生
全区有各级公立医疗机构43家。其中崇明区中心医院（又名上海交通大学医学院附属新华医院崇明分院）为三级乙等医院，崇明区第二人民医院（堡镇人民医院）和崇明区第三人民医院（庙镇人民医院）为二级乙等医院。此外尚有崇明区传染病医院、崇明区妇幼保健院（所）、崇明区精神卫生中心和崇明区康乐医院等县级专科性医院。

### 引用
1. 1 2 3  澎湃新闻网. . 2017年1月13日  [2017年1月15日]. （原始内容存档于2021年2月11日）.
2. ↑  国务院第七次全国人口普查领导小组办公室. . 北京市: 中国统计出版社. 2022-07. ISBN 978-7-5037-9772-9. Wikidata Q130368174 （中文）.
3. 1 2 3 4
4. 1 2 3 4  《上海市行政区划与地名图集》2012版
5. 1 2  《崇明县志》>>概况[]
6. 1 2 3  .   [2019-04-15]. （原始内容存档于2020-12-03）.
7. 1 2 3 4  .   [2019-04-15]. （原始内容存档于2020-07-18）.
8. 1 2 3 4 5 6 7 8 9 10 11 12 13 14 15 16 17 18 19 20 21 22 23 24 25 26 27 28 29 30 31 32 33 34 35 36 37 38 39 40 41 42 43 44 45 46 47 48 49 50 51 52 53 54 55 56 57 58 59 60 61 62 63 64 65 66 67 68 69 70 71 72 73 74 75 76 77 78 79  .   [2019-04-15]. （原始内容存档于2017-01-12）.
9. 1 2 3 4 5 6 7 8 9 10  .   [2019-04-15]. （原始内容存档于2019-02-27）.
10. 1 2 3 4 5 6 7 8 9 10 11 12 13 14  .   [2019-04-15]. （原始内容存档于2021-02-11）.
11. 1 2 3 4 5 6 7 8 9 10 11 12 13 14 15 16 17 18 19  .   [2019-04-15]. （原始内容存档于2016-03-27）.
12. 1 2 3 4 5 6  .   [2019-04-15]. （原始内容存档于2020-12-03）.
13. 1 2 3 4 5 6 7 8 9 10 11  .   [2019-04-15]. （原始内容存档于2021-02-11）.
14. ↑  .   [2019-04-15]. （原始内容存档于2021-02-11）.
15. 1 2 3 4 5 6 7 8 9 10  .   [2019-04-15]. （原始内容存档于2020-12-03）.
16. 1 2 3 4 5  .   [2019-04-15]. （原始内容存档于2020-12-03）.
17. 1 2 3 4  .   [2019-04-15]. （原始内容存档于2016-03-27）.
18. 1 2  .   [2019-04-15]. （原始内容存档于2020-08-01）.
19. 1 2 3 4 5 6 7 8 9 10 11 12 13  .   [2019-04-15]. （原始内容存档于2021-02-11）.
20. 1 2 3  .   [2019-04-15]. （原始内容存档于2021-02-11）.
21. ↑  .   [2016-07-25]. （原始内容存档于2016-08-09）.
22. ↑  .   [2019-04-15]. （原始内容存档于2015-09-26）.
23. ↑  .   [2019-04-15]. （原始内容存档于2020-12-03）.
24. ↑   上海市档案馆. . 北京: 档案出版社. 1986年12月: 45 （中文（简体））.
25. 1 2 3 4 5  .   [2019-04-15]. （原始内容存档于2016-03-27）.
26. ↑  崇明县人民政府办公室编史修志室.《崇明县情（1985—1994）》. 大事记13
27. ↑  人民网, , 2004年7月29日
28. ↑  中华人民共和国国务院, , 2005年5月18日  [2016年8月28日], 国函〔2005〕40号, （原始内容存档于2019年8月23日）
29. ↑  人民网, , 2007年4月13日
30. ↑  .   [2017-12-07]. （原始内容存档于2020-11-03）.
31. ↑  中华人民共和国国务院, , 2016年6月6日, 国函〔2016〕97号
32. ↑  .   [2016-07-23]. （原始内容存档于2019-05-02）.
33. ↑  .   [2019-12-19]. （原始内容存档于2019-12-19）.
34. ↑  . 中国·国家地名信息库.
35. ↑  . 上海市测绘院.   [2024-04-09]. （原始内容存档于2024-03-11）.
36. ↑  . www.sohu.com. 2017-10-18  [2018-02-08]. （原始内容存档于2021-02-11）.
37. ↑  . 上海园林志.   [2019-04-15]. （原始内容存档于2021-01-13） （中文（简体））.
38. ↑  . Weather China.   [2012-06-17]. （原始内容存档于2021-02-19） （中文（中国大陆））.
39. ↑  . 东方网.   [2007-10-25]. （原始内容存档于2016-09-18） （中文（简体））.
40. ↑  .   [2022-01-09]. （原始内容存档于2022-02-23）.
41. ↑  . 东方网.   [2007-04-23]. （原始内容存档于2020-05-22） （中文（简体））.
42. ↑  . 上海崇明.   [2011-02-09]. （原始内容存档于2016-03-04） （中文（简体））.
43. ↑  . 新民网.   [2010-12-10]. （原始内容存档于2016-03-04） （中文（简体））.
44. ↑  .   [2016-07-23]. （原始内容存档于2016-08-28）.
45. ↑  崇明县志 1989，第108頁
46. ↑  . 人民日报海外版. 2000-08-17. （原始内容存档于2020-05-22） （中文（简体））.
47. ↑  . 人民网.   [2006-03-13]. （原始内容存档于2019-05-02） （中文（简体））.
48. ↑  . 崇明县统计局. 2016-06-16  [2017-01-14]. （原始内容存档于2017-01-16）.
49. ↑  . 青年报. （原始内容存档于2015-11-20） （中文（简体））.
50. ↑  . 解放日报. 2000-02-10. （原始内容存档于2011-02-13） （中文（简体））.
51. ↑  . 杭州网.   [2006-09-12]. （原始内容存档于2007-03-24） （中文（简体））.
52. ↑  崇明县志 1989，第787頁

## 外部連結
- 崇明区人民政府 （中文） （英文）
- 崇明旅游 （中文）